# Komonica wąskolistna
Komonica wąskolistna (Lotus tenuis Waldst. & Kit. ex Willd.) – gatunek rośliny zielnej należący do rodziny bobowatych. Pochodzi z Azji, Europy i Afryki Północnej, rozprzestrzenia się też w innych rejonach świata. W Polsce gatunek dość rzadki. Występuje głównie na wybrzeżu i w środkowej części kraju.

## Morfologia

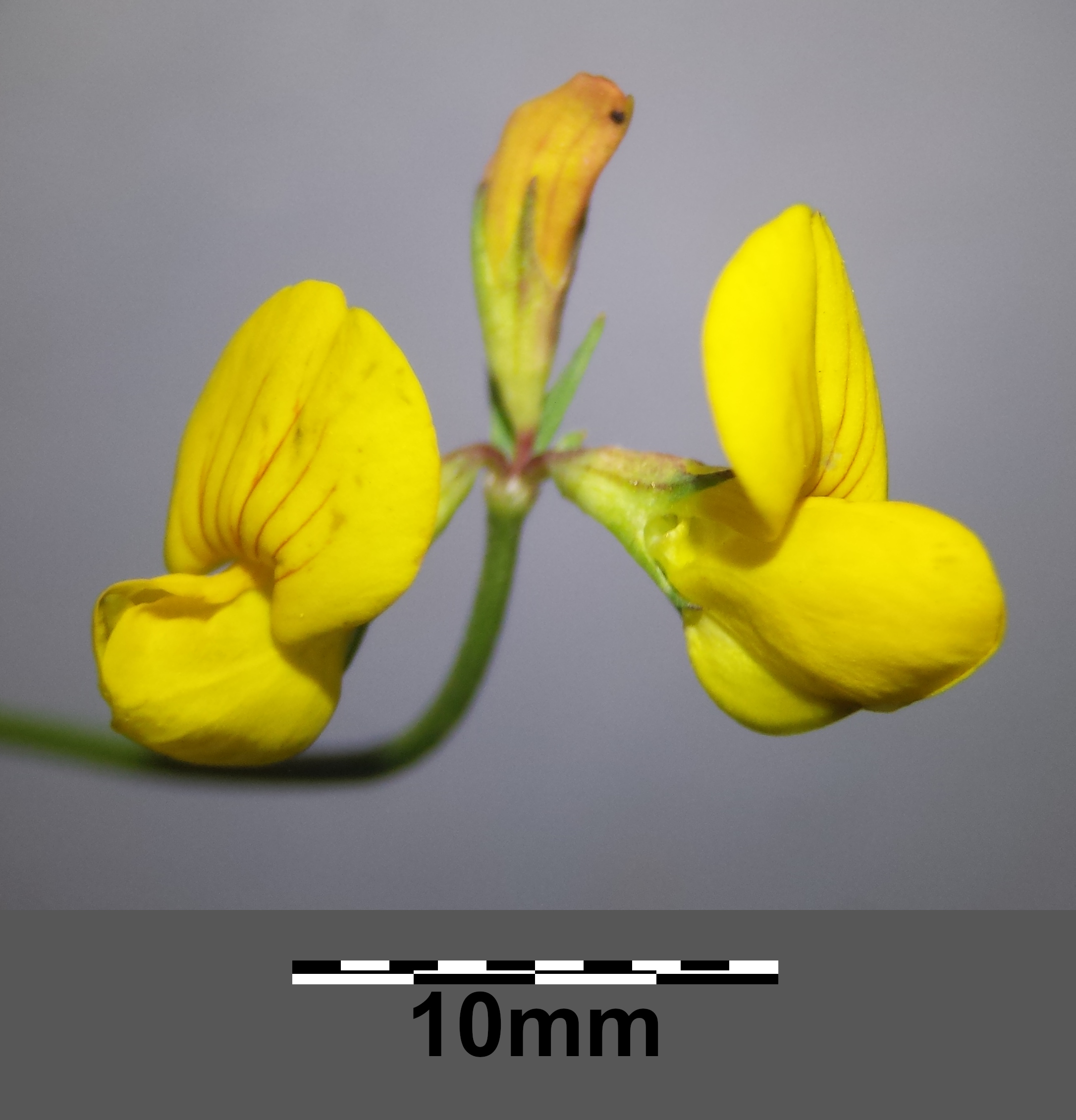
Kwiaty

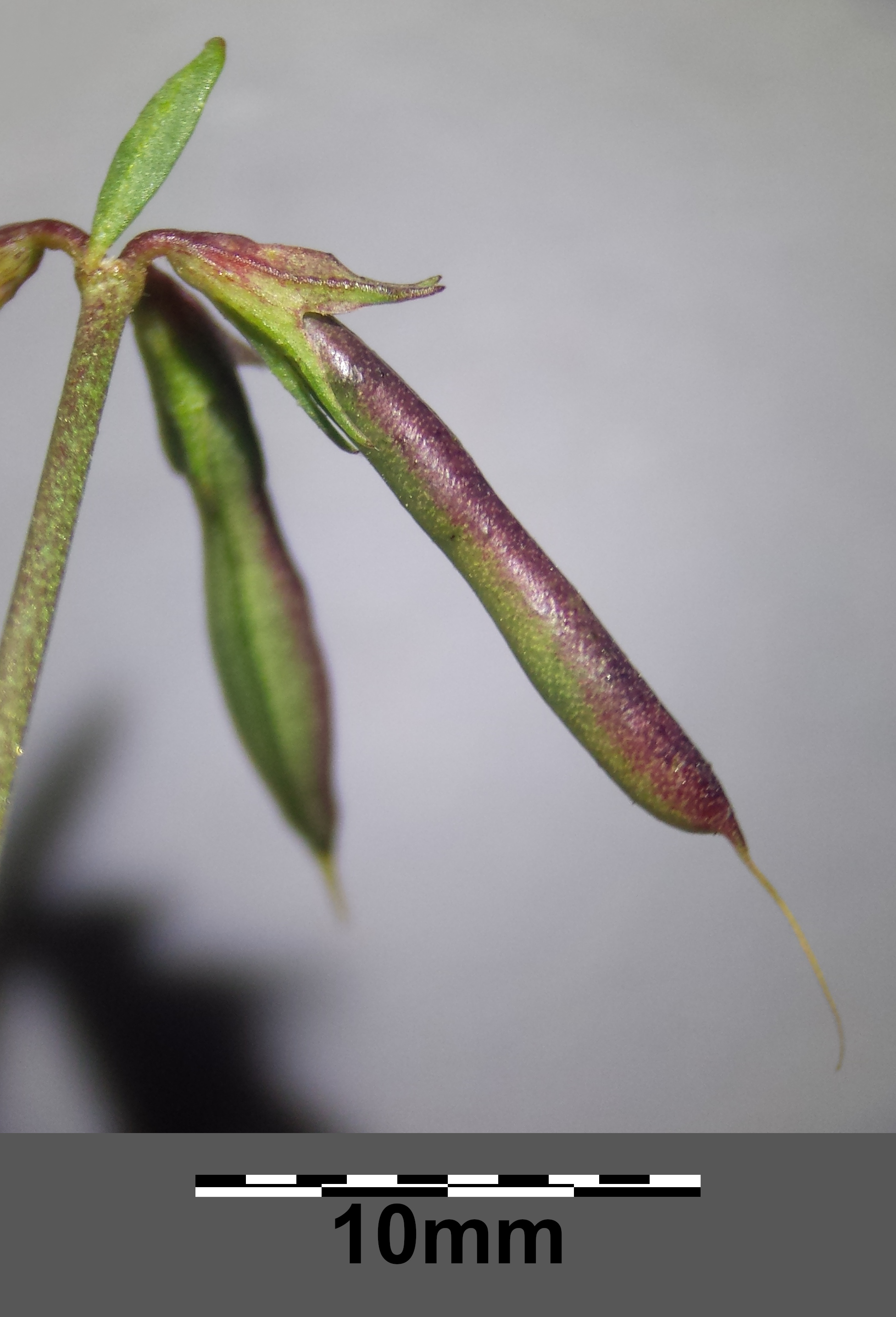
Owoce

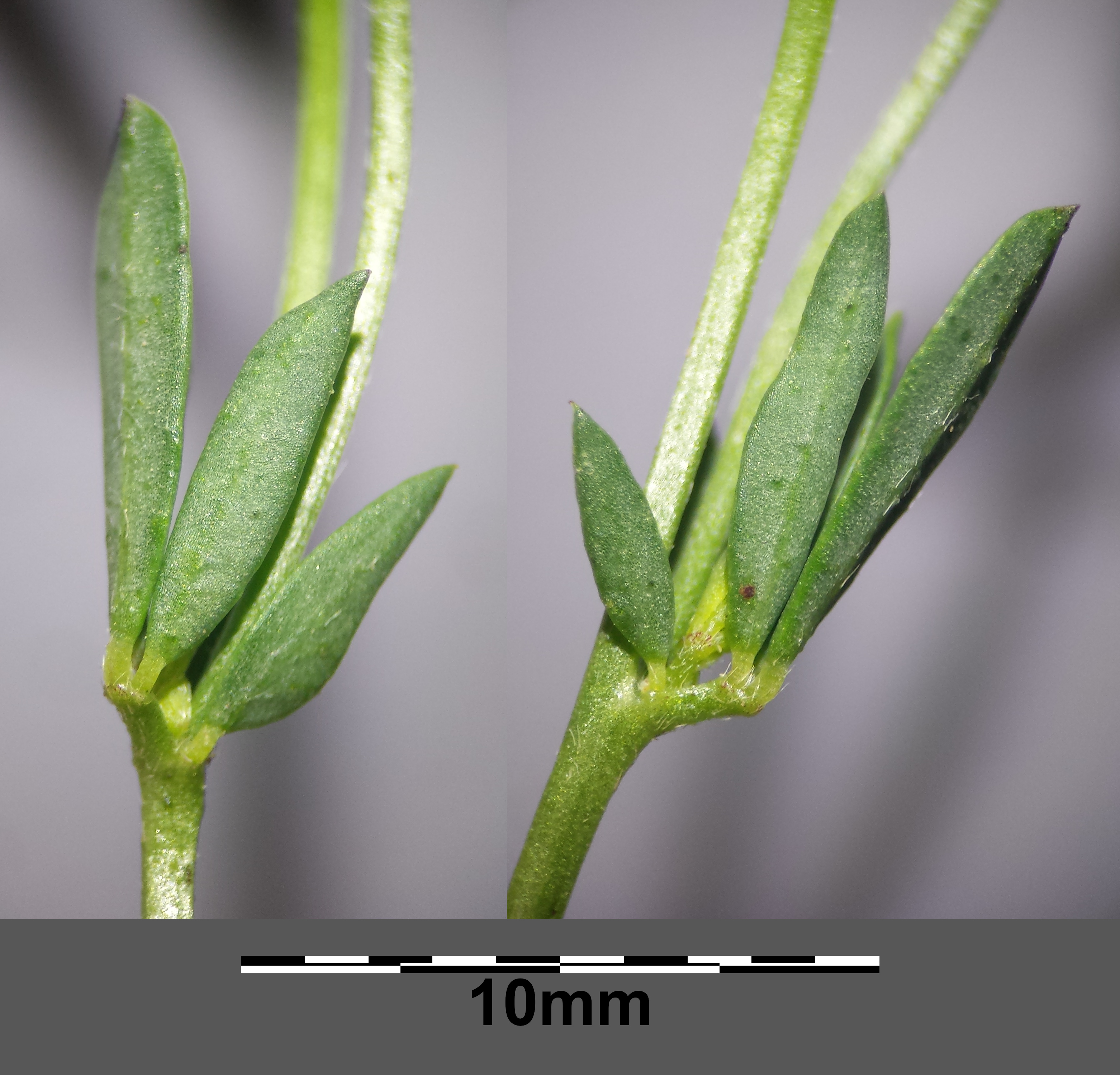
Liście

PokrójRoślina o łodydze zwykle wzniesionej, czasami rozesłanej, cienkiej, nagiej, pełnej i osiągającej wysokości 20–60 cm.
LiściePięciolistkowe, o listkach bez wyraźnych nerwów bocznych. Górne listki są równowąskie, środkowe lancetowate i zaostrzone, dolne lancetowate.
KwiatKwiaty motylkowe, wonne, zebrane w 1-4(6)-kwiatowy baldaszek na cienkich szypułkach. Ząbki kielicha szydlaste, przed kwitnieniem zbliżone do siebie. Płatki korony żółte o łódeczce nagle zwężonej w dzióbek.

## Biologia i ekologia
Bylina, hemikryptofit. Rośnie na murawach. Dobrze adaptuje się na terenach nieurodzajnych, podmokłych i zasolonych. Wyższą niż u innych komonic tolerancję na zasolenie i nadmiar wody przypisuje się wydajniejszemu eliminowaniu z ksylemu jonów chloru i sodu: Cl– i Na+.
Komonica wąskolistna jest jedną z roślin cyjanogennych, przy czym wykazuje pod tym względem polimorfizm – obok osobników cyjanogennych występują także osobniki acyjanogenne. Podobne zjawisko obserwuje się u komonicy zwyczajnej i koniczyny białej (Trifolium repens).

## Zagrożenia i ochrona
Roślina umieszczona na Czerwonej liście roślin i grzybów Polski (2006) w grupie gatunków narażonych na wyginięcie, jeśli nadal będą działać czynniki zagrożenia może zostać przesunięta do grupy gatunków wymierających (kategoria zagrożenia: V). W wydaniu z 2016 roku otrzymała kategorię NT (bliski zagrożenia).